# Kaituozhe 2
Die Kaituozhe 2 (chinesisch 開拓者二號 / 开拓者二号, Pinyin Kāituòzhě Èrhào, kurz KT-2, chinesisch für Entdecker 2) ist eine chinesische Trägerrakete.

## Geschichte
Bei ihrer Gründung am 26. Mai 2000 hatte die Raumfahrt-Feststoffträgerraketen GmbH, eine Tochterfirma der China Aerospace Science and Industry Corporation (CASIC), ambitionierte Pläne, insgesamt vier Trägerraketen für kommerzielle Satellitenstarts zu entwickeln. Beim ersten Start der Kaituozhe 1 am 15. September 2002 vom Kosmodrom Taiyuan versagte die zweite Stufe der Rakete, der Technologieerprobungssatellit, der als Nutzlast diente, ging verloren.
Zur gleichen Zeit zeigte die Feststoffträgerraketen GmbH, wegen der englischen Bezeichnung Space Solid Fuel Rocket Carrier Co. Ltd. oft SSRC abgekürzt, bei einer Ausstellung auf dem Kosmodrom Modelle von zwei weiteren Trägerraketen, der Kaituozhe 2 und der Kaituozhe 2A.
Die Kaituozhe 2 war damals dafür gedacht, Nutzlasten von 300 kg in eine geostationäre Transferbahn oder eine Polarbahn zu tragen. Die Kaituozhe 2A, die zwei Festtreibstoff-Booster von 1 m Durchmesser besaß, sollte bis zu drei Satelliten mit einem Gesamtgewicht von etwa 400 kg in polare Umlaufbahnen befördern können.
Die Gründer der SSRC hatten ursprünglich gehofft, nach einer gewissen Anlaufzeit bis zu zehn Starts pro Jahr durchführen zu können.
Davon war man in der Realität weit entfernt. Durch einen Mangel an Einnahmen – die Kaituozhe 1 war zu diesem Zeitpunkt nur ein einziges Mal geflogen – hatte die Firma am 30. Juni 2003 bei einem Bruttovermögen von 440,21 Millionen Yuan nur ein Reinvermögen von 108,31 Millionen Yuan. Der Rest waren Schulden.
Die Zahlen zum Bruttovermögen sind jedoch mit Vorbehalt zu betrachten. Am 10. Januar 2001, einen Monat nachdem die CASIC, die damals noch als „China Aerospace Machinery and Electronics Corporation“ firmierte, das Stammkapital der GmbH auf 101.540.000 Yuan aufgestockt hatte, übergab die SSRC nach eigenen Angaben 200 Millionen Yuan in bar an die Hunaner Wertpapier GmbH (湖南证券有限责任公司) und schloss mit ihr eine Vermögensverwaltungs-Übereinkunft, gemäß der die Hunaner Wertpapier GmbH das Geld für ein Jahr anlegen und dafür 15 % der erzielten Rendite erhalten sollte.
Im April 2001 benannte sich die Hunaner Wertpapier GmbH in „Taiyang Securities Co. Ltd.“ (泰阳证券有限责任公司) um,
geriet dann aber in finanzielle Schwierigkeiten und konnte die 200 Millionen Yuan nicht zurückzahlen. Für das Jahr 2004 vermeldete die Taiyang Securities einen Nettoverlust von 1,1 Milliarden Yuan.
Yin Xingliang (殷兴良, 1953–2010), der Vorstandsvorsitzende der Raumfahrt-Feststoffträgerraketen GmbH, war im Dezember 2003 zum Generaldirektor der CASIC befördert worden, seinen Posten bei der SSRC behielt er bei. Dann wurde er jedoch am 23. Juni 2007 auf Anordnung des  Staatsrats der Volksrepublik China aller Ämter enthoben. Sein Nachfolger bei der SSRC wurde Zhang Zhongfu (张忠福),
Generaldirektor der CASIC wurde Xu Dazhe.
Die Raumfahrt-Feststoffträgerraketen GmbH hatte im Pekinger Gebäudekomplex der CASIC ein eigenes Büro, sie war keine Briefkastenfirma im wörtlichen Sinn. Die Firma verfügte jedoch über keine eigenen Entwicklungslabors oder Produktionsanlagen; diese befanden sich alle bei den vier Tochterfirmen des Konzerns, die das SSRC-Konsortium bildeten. Schließlich übernahm die China Space Sanjiang Group Corporation, die auf der ehemaligen Basis 066 in Hubei seit den 1980er Jahren die Endmontage von militärischen Raketen durchführte, Weiterentwicklung und Bau der Kaituozhe 2 (die Pläne für die KT-2A wurden aufgegeben). Am 2. März 2017 fand der erfolgreiche Erstflug der Rakete statt.

## Technische Daten
Die dreistufige Feststoffrakete KT-2 ist in der Lage, eine Nutzlast von 250 Kilogramm auf einen sonnensynchronen Orbit in 700 Kilometern Höhe zu bringen, oder eine Nutzlast von etwa 350 Kilogramm auf einen niedrigen Standard-Erdorbit mit östlicher Startausrichtung. Sie verwendet die erste Stufe der Interkontinentalrakete Dongfeng 31 und die beiden ersten Stufen der Mittelstreckenrakete Dongfeng 21 (bzw. die ersten beiden Stufen der KT-1). Eine Variante, die KT-2A, verwendet zwei Booster aus der Erststufe der Kaituozhe 1.

## Bisherige Flüge
Der bislang einzige Start fand am 2. März 2017 um 23:53 UTC auf dem Kosmodrom Jiuquan statt. Dabei wurde der Technologieprobungssatellit Tiankun-1 bzw. 天鲲一号 („Himmlischer Riesenfisch“, ein Fabelwesen aus der Eröffnungsgeschichte des „Zhuangzi“) in eine Erdumlaufbahn gebracht. Hersteller des Satelliten war die Akademie für Verteidigungstechnologie, auch bekannt als „Zweite Akademie“, eine Tochtergesellschaft der China Aerospace Science and Industry Corporation (CASIC) und eine der an der Raumfahrt-Feststoffträgerraketen GmbH beteiligten Firmen.
Der erzielte Orbit weist nach Daten der US-Weltraumüberwachung ein Perigäum von 374 Kilometern, ein Apogäum von 404 Kilometern und eine Bahnneigung zum Äquator von 96,9° auf.
Stand der Liste: 28. Februar 2025
| Lfd. Nr. | Datum u. Uhrzeit UTC | Startplatz | Nutzlast  | Art der Nutzlast              | Nutzlast in kg (brutto 1) | Orbit 2             | Anmerkungen |
| -------- | -------------------- | ---------- | --------- | ----------------------------- | ------------------------- | ------------------- | ----------- |
| 1        | 2. März 2017 23:53   | Jiuquan    | Tiankun-1 | Technologieerprobungssatellit |                           | 374 × 404 km, 96,9° | Erfolg      |